# Sternula lorata
Sternula lorata là một loài chim trong họ Laridae.